# سيلينيد الفسفور
سيلينيدات الفوسفور هي مجموعة مركبات متنوعة تتألف من عنصري السيلينيوم والفوسفور، وهي تشكل طيفاُ واسعاً من نسب الترابط بين هذين العنصرين. تشبه هذه المركبات في بعض الجوانب مركبات كبريتيد الفوسفور، لكنها تختلف في جوانب أخرى عنها بشكل كبير.
هناك عدد كبير من الصيغ الممكنة لهذه المركبات، وتسرد القائمة هنا المركبات التي تم البرهنة على بنيتها باستخدام وسيلة دراسة البلورات بالأشعة السينية.

## P2Se5
لهذا السيلينيد بنية شبيهة ببنية نوربورنان، حيثث ترتبط ذرتا الفوسفور اللتان تكونا بحالة أكسدة مقدارها +3 مع بعضها البعض عبر وحدة سيلينيد -Se- في مستوٍ ثلاثي، كما ترتبط عبر وحدتي ثنائي سيلينيد في مستوٍ آخر. يحضر هذا السيلينيد من التفاعل المباشر للعنصرين المكونين له، ثم بالاستخلاص في وسط من ثنائي كبريتيد الكربون.
يمكن الحصول على سلسلة بوليميرية من الوحدات الشبيهة بالنوربورنان، والتي ترتبط فيما بينها عبر ذرات Se.

## P4Se3
لهذا السيلينيد بنية شبيهة ببنية ثلاثي كبريتيد رباعي الفوسفور P4S3.

## P4Se5
تشبه بنية هذا السيلينيد بنية الكبريتيد الموافق P4S5.